# Глебовский, Юрий Сергеевич
Юрий Сергеевич Глебовский (1917 — 2001 или 2002) — советский геофизик и геологоразведчик, кандидат геолого-минералогических наук, почётный полярник, почётный разведчик недр.

## Биография
Родился в семье врачей Глебовских Сергея Александровича и Серафимы Петровны. В 1934 году поступил в Ленинградский горный институт (ЛГИ) по геофизической специальности. С 1938 начал трудовую деятельность, исследователь Новой Земли и Таймыра, участник ряда арктических и антарктических экспедиций. Во время Великой Отечественной войны являлся командиром учебного батальона снайперов. Также на его счету ряд изобретений важных технических приборов. Проработав по специальности более полувека, с 1993 на пенсии.

## Публикации
- Франтов Г. С.,  Глебовский Ю. С. Занимательная геофизика. М.: «Недра», 1987.